# Tôn Thất Đàm
Tôn Thất Đàm (1864 – 1888) là một trong những người chỉ huy của phong trào Cần Vương (1885 - 1896), với mục đích giúp vua cứu nước, khôi phục lại chế độ phong kiến Việt Nam.

## Thân thế
Tôn Thất Đàm quê ở xã Xuân Long, thành phố Huế, là con trai trưởng của Tôn Thất Thuyết, anh trai của Tôn Thất Tiệp.

## Cuộc đời
Ngày 4 tháng 7 năm 1885, Tôn Thất Thuyết cho quân đánh úp vào đồn Mang Cá và Tòa Khâm sứ Pháp nhưng thất bại. Vua Hàm Nghi cùng Tôn Thất Thuyết chạy ra thành Quảng Trị, sau đó lên Sơn Phòng Tân Sở rồi về vùng Tuyên Hoá, Quảng Bình. Tại Tân Sở, vua Hàm Nghi phát động phong trào Cần Vương. Tôn Thất Đàm nhận chức Khâm sai Chưởng lý quân vụ đại thần, thay cha điều hành triều đình Hàm Nghi. Ông cùng Tôn Thất Tiệp được cha giao cho nhiệm vụ bảo vệ vua Hàm Nghi trong khoảng thời gian từ tháng 2 năm 1886 đến tháng 10 năm 1888.
Cuối năm 1888, vua Hàm Nghi bị thuộc hạ cũ là Trương Quang Ngọc dẫn theo bọn Nguyễn Định Trình, Cao Viết Lượng gồm hơn hai mươi tên tới bắt. Tôn Thất Tiệp bảo vệ vua và bị giết chết. Tôn Thất Đàm đã tự sát vào ngày 15 tháng 11 năm 1888 khi hay tin vua Hàm Nghi bị lọt vào tay quân Pháp.
Có nguồn cho rằng khi vua Hàm Nghi bị bắt, Tôn Thất Đàm đang đóng quân ở Hà Tĩnh. Nghe tin, ông viết cho Hàm Nghi một bức thư tạ tội đã không bảo vệ được vua. Và một bức thư cho Thiếu tá Dabat, đóng ở đồn Thuận Bài xin cho thủ hạ ra đầu thú về làm ăn. Sau đó ông thắt cổ tự vẫn ở chùa Vàng Liêu (Hương Khê, Hà Tĩnh).

## Tưởng nhớ
Tên ông được đặt cho các con đường ở Hà Nội, Thành phố Hồ Chí Minh, Đà Nẵng, Huế, Nam Định. Tuy nhiên, con đường ở Thành phố Hồ Chí Minh bị ghi sai thành Tôn Thất Đạm. Phố Tôn Thất Đàm (Ba Đình, Hà Nội) là nơi đặt trụ sở Bộ Ngoại giao Việt Nam. Trên đường Tôn Thất Đạm (phường Bến Nghé, quận 1, Thành phố Hồ Chí Minh) có một tòa chung cư cổ được xây từ năm 1886, cùng một ngôi chợ thường được người dân gọi là "chợ quê" hay "chợ nhà giàu".

## Bên lề
Năm 2018, căn nhà của ông được phục dựng trong Bảo tàng nhà Việt ở Điện Bàn, Quảng Nam.